# Amentotaxus
Amentotaxus är ett släkte av barrväxter. Amentotaxus ingår i familjen idegransväxter.
Släktets arter förekommer främst i södra Kina. Några populationer hittas i delstaten Arunachal Pradesh i Indien samt i Vietnam, Laos och på Taiwan.
Arterna är vanligen utformade som små träd.
Arter enligt Catalogue of Life:
- Amentotaxus argotaenia
- Amentotaxus assamica
- Amentotaxus formosana
- Amentotaxus hatuyenensis
- Amentotaxus poilanei
- Amentotaxus yunnanensis

## Bildgalleri

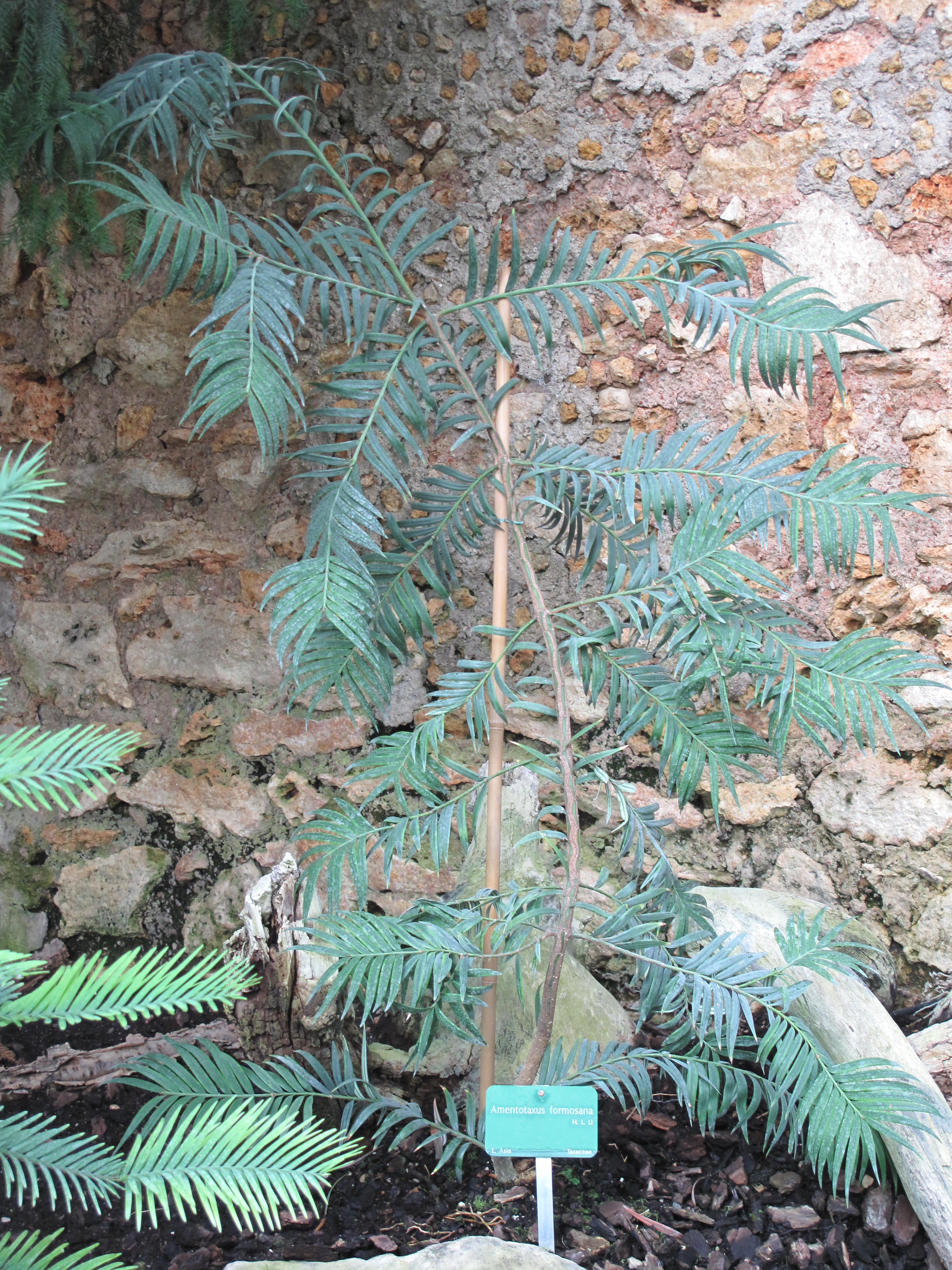